# Rūta Lasmane
Rūta Lasmane (17 de diciembre de 2000) es una deportista de Letonia que compite en atletismo. Ganó una medalla de bronce en el Campeonato Europeo de Atletismo Sub-23 de 2021, en la prueba de triple salto.